# Micragnostus
Micragnostus là một chi bọ ba thùy thuộc bộ Agnostida, đã từng tồn tại ở nơi nay là phía bắc Wales. Nó đã được mô tả bởi Howell vào năm 1935, và loài đặc trưng là Micragnostus calvus, ban đầu được mô tả là một loài của Agnostus by Lake vào năm 1906.